# Saint-Just-en-Chevalet
Pour les articles homonymes, voir Saint-Just.
Saint-Just-en-Chevalet est une commune française située dans le département de la Loire, en région Auvergne-Rhône-Alpes.

## Géographie
Saint-Just-en-Chevalet est situé dans les monts de la Madeleine dans le Forez, dans le nord-ouest du département de la Loire, à moins de 10 km des départements de l'Allier et du Puy-de-Dôme. À vol d'oiseau, la commune se trouve à 22 km au sud-ouest de Roanne, à 24 km à l'est-nord-est de Thiers (Puy-de-Dôme) et à 40 km au sud-est de Vichy (Allier).

### Communes limitrophes
Ses communes limitrophes sont :
| Saint-Priest-la-Prugne La Tuilière |                        | Cherier                  |
|                                    | Saint-Just-en-Chevalet | Cremeaux                 |
| Chausseterre                       | Saint-Romain-d'Urfé    | Juré Saint-Marcel-d'Urfé |

### Climat
Pour des articles plus généraux, voir Climat d'Auvergne-Rhône-Alpes et Climat de la Loire.
En 2010, le climat de la commune est de type climat des marges montagnardes, selon une étude du Centre national de la recherche scientifique s'appuyant sur une série de données couvrant la période 1971-2000. En 2020, Météo-France publie une typologie des climats de la France métropolitaine dans laquelle la commune est exposée à un climat de montagne ou de marges de montagne et est dans la région climatique Nord-est du Massif Central, caractérisée par une pluviométrie annuelle de 800 à 1 200 mm, bien répartie dans l’année.
Pour la période 1971-2000, la température annuelle moyenne est de 9,7 °C, avec une amplitude thermique annuelle de 15,8 °C. Le cumul annuel moyen de précipitations est de 990 mm, avec 10,8 jours de précipitations en janvier et 7,4 jours en juillet. Pour la période 1991-2020, la température moyenne annuelle observée sur la station météorologique installée sur la commune est de 9,8 °C et le cumul annuel moyen de précipitations est de 884,6 mm,. Pour l'avenir, les paramètres climatiques de la commune estimés pour 2050 selon différents scénarios d'émission de gaz à effet de serre sont consultables sur un site dédié publié par Météo-France en novembre 2022.
| Mois                                  | jan.           | fév.           | mars           | avril         | mai             | juin          | jui.          | août            | sep.            | oct.            | nov.           | déc.           | année      |
| ------------------------------------- | -------------- | -------------- | -------------- | ------------- | --------------- | ------------- | ------------- | --------------- | --------------- | --------------- | -------------- | -------------- | ---------- |
| Température minimale moyenne (°C)     | −2,1           | −2,1           | −0,1           | 2,3           | 6               | 9,4           | 11,1          | 10,7            | 7,2             | 4,8             | 1,1            | −1,5           | 3,9        |
| Température moyenne (°C)              | 2,2            | 2,8            | 5,7            | 8,6           | 12,4            | 16,2          | 18,2          | 17,9            | 13,9            | 10,6            | 5,7            | 2,8            | 9,8        |
| Température maximale moyenne (°C)     | 6,5            | 7,6            | 11,6           | 14,8          | 18,8            | 23            | 25,2          | 25,1            | 20,6            | 16,3            | 10,4           | 7,1            | 15,6       |
| Record de froid (°C) date du record   | −19,6 25.01.00 | −20,4 05.02.12 | −22,4 01.03.05 | −9,7 08.04.03 | −3,8 15.05.1995 | −0,5 04.06.01 | 2 17.07.00    | −0,4 30.08.1998 | −2,5 30.09.1995 | −9,4 31.10.1997 | −12,4 28.11.13 | −18,1 30.12.05 | −22,4 2005 |
| Record de chaleur (°C) date du record | 19,3 01.01.22  | 23,2 27.02.19  | 25,5 24.03.01  | 26,8 07.04.11 | 31,8 23.05.09   | 38 27.06.19   | 37,8 19.07.22 | 38,9 24.08.23   | 33,3 10.09.23   | 31 02.10.23     | 22,2 08.11.15  | 19,5 31.12.21  | 38,9 2023  |
| Précipitations (mm)                   | 72,6           | 61,7           | 59,9           | 66,3          | 82,9            | 68,4          | 83,5          | 85,6            | 68              | 74,6            | 83,7           | 77,4           | 884,6      |

## Urbanisme

### Typologie
Au 1er janvier 2024, Saint-Just-en-Chevalet est catégorisée bourg rural, selon la nouvelle grille communale de densité à sept niveaux définie par l'Insee en 2022.
Elle est située hors unité urbaine et hors attraction des villes,.

### Occupation des sols
L'occupation des sols de la commune, telle qu'elle ressort de la base de données européenne d’occupation biophysique des sols Corine Land Cover (CLC), est marquée par l'importance des territoires agricoles (49,5 % en 2018), une proportion sensiblement équivalente à celle de 1990 (49,6 %). La répartition détaillée en 2018 est la suivante : forêts (44,9 %), prairies (36,8 %), zones agricoles hétérogènes (12,8 %), zones urbanisées (3,9 %), milieux à végétation arbustive et/ou herbacée (1,7 %). L'évolution de l’occupation des sols de la commune et de ses infrastructures peut être observée sur les différentes représentations cartographiques du territoire : la carte de Cassini (XVIIIe siècle), la carte d'état-major (1820-1866) et les cartes ou photos aériennes de l'IGN pour la période actuelle (1950 à aujourd'hui).

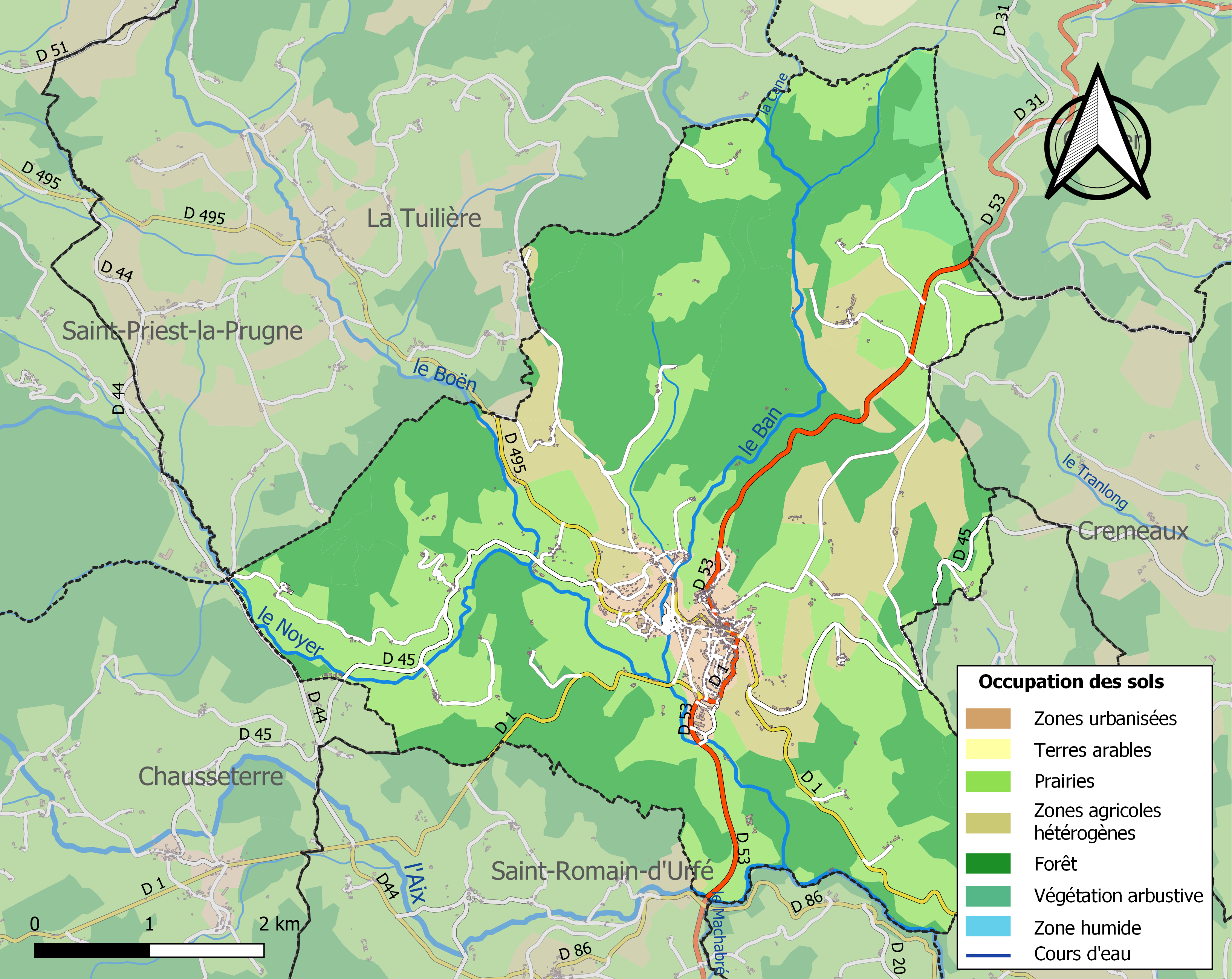
Carte des infrastructures et de l'occupation des sols de la commune en 2018 (CLC).

## Histoire
Entre cent-trente et cent-quarante Juifs trouvent refuge chez vingt-six familles de Saint-Just-en-Chevalet durant la Seconde Guerre mondiale. La commune de Saint-Just-en-Chevalet reçoit le 27 juin 2008 le titre de « Village des Justes » décerné par l'association « Hommage aux villages de France »,.

## Politique et administration
| Période                                  | Période                   | Identité                                   | Étiquette | Qualité                                                                |
| ---------------------------------------- | ------------------------- | ------------------------------------------ | --------- | ---------------------------------------------------------------------- |
| Les données manquantes sont à compléter. |                           |                                            |           |                                                                        |
| 1792                                     | -                         | Marie-Jean-Baptiste-Antoine Ramey de Sugny |           |                                                                        |
| 1928                                     | 1933                      | Daniel Sivet                               |           |                                                                        |
| 1965                                     | 1977                      | Roger Meunier                              |           |                                                                        |
| 1977                                     | 1983                      | Jean Labat                                 |           | Médecin Conseiller général (1945-1979)                                 |
| 1983                                     | 1995                      | Raymond Goutorbe                           |           | Entrepreneur                                                           |
| 1995                                     | 1999                      | André Vietti                               |           | Entrepreneur                                                           |
| 1999                                     | 2001                      | Philippe Macke                             | RPR       | Médecin Conseiller général (1979-2011) Conseiller régional (1998-2004) |
| 2001                                     | 2008                      | Renée Mivière                              | UMP       |                                                                        |
| 2008                                     | juin 2024 (démission)     | Pascal Poncet                              |           |                                                                        |
| 3 juillet 2024                           | En cours (au 7 août 2025) | Emmanuelle Barlerin                        |           |                                                                        |

## Population et société

### Démographie
L'évolution du nombre d'habitants est connue à travers les recensements de la population effectués dans la commune depuis 1793. Pour les communes de moins de 10 000 habitants, une enquête de recensement portant sur toute la population est réalisée tous les cinq ans, les populations de référence des années intermédiaires étant quant à elles estimées par interpolation ou extrapolation. Pour la commune, le premier recensement exhaustif entrant dans le cadre du nouveau dispositif a été réalisé en 2008.

En 2022, la commune comptait 1 145 habitants, en stagnation par rapport à 2016 (Loire : +1,32 %, France hors Mayotte : +2,11 %).
| 1793  | 1800  | 1806  | 1821  | 1831  | 1836  | 1841  | 1846  | 1851  |
| ----- | ----- | ----- | ----- | ----- | ----- | ----- | ----- | ----- |
| 2 700 | 2 346 | 2 997 | 2 556 | 2 288 | 2 659 | 2 701 | 2 757 | 2 665 |

| 1856  | 1861  | 1866  | 1872  | 1876  | 1881  | 1886  | 1891  | 1896  |
| ----- | ----- | ----- | ----- | ----- | ----- | ----- | ----- | ----- |
| 2 450 | 2 536 | 2 483 | 2 592 | 2 528 | 2 522 | 2 567 | 2 536 | 2 566 |

| 1901  | 1906  | 1911  | 1921  | 1926  | 1931  | 1936  | 1946  | 1954  |
| ----- | ----- | ----- | ----- | ----- | ----- | ----- | ----- | ----- |
| 2 693 | 2 830 | 2 881 | 2 701 | 1 829 | 1 741 | 1 665 | 1 515 | 1 471 |

| 1962  | 1968  | 1975  | 1982  | 1990  | 1999  | 2006  | 2008  | 2013  |
| ----- | ----- | ----- | ----- | ----- | ----- | ----- | ----- | ----- |
| 1 858 | 1 920 | 1 819 | 1 575 | 1 422 | 1 281 | 1 209 | 1 189 | 1 133 |

| 2018  | 2022  | - | - | - | - | - | - | - |
| ----- | ----- | - | - | - | - | - | - | - |
| 1 138 | 1 145 | - | - | - | - | - | - | - |

## Économie
- Manufacture de Velours et de Peluche, appartenant à la société lyonnaise Bouton-Renaud. Fondée en 1901, c'est aujourd'hui la dernière usine de tissage de velours en France pour l’habillement[20].
- Laiterie du pays d'Urfé, qui produit entre autres le fromage Comtesse de Vichy[21].

## Culture locale et patrimoine

### Lieux et monuments

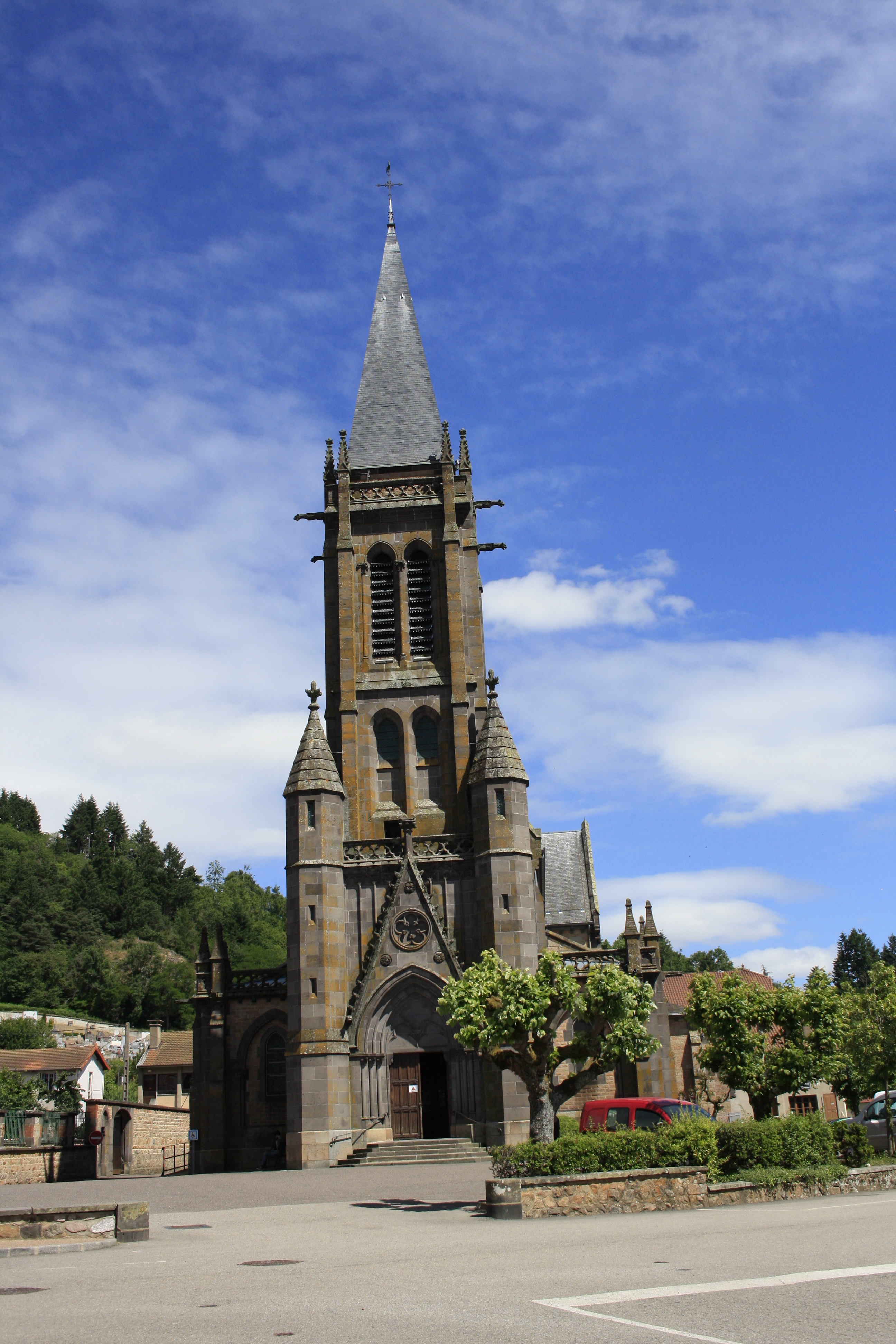
Église Saint-Just.

- Église Saint-Just de Saint-Just-en-Chevalet.
- Château de Contenson ;
- Château de Trémolin, propriété de la famille de Sugny ;
- Fontaine de la Conche, dans le quartier du Château (XIVe siècle).

### Personnalités liées à la commune
- Claude Devernois (1899-1972), industriel et dirigeant sportif, né à Saint-Just-en-Chevalet.
- Robert De Niro Senior (1922-1993), artiste peintre, sculpteur, poète américain et père de l'acteur Robert De Niro. Sa toile intitulée Vue de ma fenêtre, en 1963, a été réalisée à Saint-Just-en-Chevalet[22].
- Alors qu'il est déserteur, Boniface Grau, membre de la bande à Bonnot, se constitue prisonnier à la gendarmerie du bourg.
- Jean-Marie-Vital Ramey de Sugny (1753-1821), général des armées de la République, né à Saint-Just-en-Chevalet.
- Marie-Jean-Baptiste-Antoine Ramey de Sugny (1746-1804), homme politique et haut fonctionnaire, premier préfet du Puy-de-Dôme, né à Saint-Just-en-Chevalet.
- Jacques Méaudre de Sugny, dit Loyola, dit Jacques Trémolin (1910-1986), préfet de l'Ardèche, résistant, écrivain et chroniqueur naturaliste.

### Héraldique
| Blason de Saint-Just-en-Chevalet | Blason  | Parti: au 1er de gueules au dauphin d'or, au 2e d'or au cheval cabré de sable sur une terrasse de sinople. |
| Blason de Saint-Just-en-Chevalet | Détails | Le statut officiel du blason reste à déterminer.                                                           |

### Divers
Le marché important, en été avec l'afflux des touristes français et étrangers a lieu chaque jeudi matin. Fin juillet, une foire aux timbres et monnaies rencontre également un fort rayonnement qui dépasse les frontières de la région.